# Acanalonia tripartita
Acanalonia tripartita är en insektsart som beskrevs av Caldwell 1947. Acanalonia tripartita ingår i släktet Acanalonia och familjen Acanaloniidae. Inga underarter finns listade i Catalogue of Life.